# Campylopus shawii
Campylopus shawii är en bladmossart som beskrevs av Wilson in G. E. Hunt 1868. Campylopus shawii ingår i släktet nervmossor, och familjen Dicranaceae. Inga underarter finns listade i Catalogue of Life.